# سيدريك جوجوا
سيدريك جوجوا (بالإنجليزية: Aboussy Cédric Gogoua Kouamé)‏ (10 يوليو 1994) هو لاعب كرة قدم محترف يلعب في مركز قلب الدفاع.

## روابط خارجية
- سيدريك جوجوا على موقع الاتحاد الأوربي (الإنجليزية)
- سيدريك جوجوا على موقع قاعدة بيانات كرة القدم.إي يو (الإنجليزية)
- سيدريك جوجوا على موقع Soccerway.com (الإنجليزية)
- سيدريك جوجوا على موقع عالم كرة القدم.نت (الإنجليزية)